# Tabac, la conspiration
Pour plus de détails, voir Fiche technique et Distribution.
Tabac, la conspiration est un film documentaire sorti en salles le 5 avril 2006 (en France).
Réalisé par Nadia Collot, il démontre et décrypte, grâce à une enquête qui aura duré trois ans, comment l'industrie du tabac a accru et continue d'accroître sa puissance au détriment de la Santé publique.
Ce film est soutenu par l’Institut national de prévention et d’éducation pour la santé, La Ligue nationale contre le cancer, le Comité national contre le tabagisme et l’Institut national du cancer.
Il a été primé au Marché international du documentaire (Sunny side of the doc) (prix du meilleur scénario documentaire).